# Emil Krischke
Emil Krischke [emil kriške] (15. listopadu 1916 – 24. ledna 1980) byl slovenský fotbalový brankář.

## Hráčská kariéra
V československé lize chytal za I. ČsŠK Bratislava (dobový název Slovanu) a SK Slezská Ostrava (Baník).

### Prvoligová bilance
| Ročník          | Zápasy | Góly | Minuty | Nuly | Klub               |
| --------------- | ------ | ---- | ------ | ---- | ------------------ |
| I. liga 1935/36 | 5      | 0    | 450    | 3    | I. ČsŠK Bratislava |
| I. liga 1936/37 | 22     | 0    | 1 980  | 6    | I. ČsŠK Bratislava |
| I. liga 1937/38 | 11     | 0    | 990    | 1    | I. ČsŠK Bratislava |
| I. liga 1937/38 | 11     | 0    | 990    | 3    | SK Slezská Ostrava |
| I. liga 1938/39 | 21     | 0    | 1 890  | 3    | SK Slezská Ostrava |
| I. liga 1939/40 | 17     | 0    | 1 530  | 1    | SK Slezská Ostrava |
| I. liga 1943/44 | 4      | 0    | 360    | 1    | SK Slezská Ostrava |
| I. liga 1945/46 | 1      | 0    | 90     | 0    | SK Ostrava         |
| I. liga 1946/47 | 7      | 0    | 360    | 0    | SK Ostrava         |
| CELKEM          | 96     | 0    | 8 640  | 18   |                    |